# Ouled Sidi Mihoub
Ouled Sidi Mihoub (în arabă عين الرحمة) este o comună din provincia Relizane, Algeria.
Populația comunei este de 7.588 de locuitori (2008).